# مارگوت درشل
مارگوت الیزابت درشل (۱۷ مه ۱۹۰۸، نویگرسدورف - مه/ژوئن ۱۹۴۵، باوتسن)، در طی جنگ جهانی دوم نگهبان زندان در اردوگاه‌های کار اجباری آلمان نازی بود.
او پیش از عضویت به عنوان نیروی کمکی در اس‌اس، در دفتری در برلین کار می‌کرد. در ۳۱ ژانویه ۱۹۴۱، درشل به اردوگاه کار اجباری راونسبروک منتقل شد تا آموزش‌های نگهبانی را ببیند. در ابتدا او یک نگهبان زن درجه پایین بود، اما در سال ۱۹۴۱ تحت راهنمایی نگهبان ارشد یوهانا لانگه‌فلد آموزش دید و به سرعت به یک عضو رجه بالای اس‌اس و نگهبان با رتبه بالاتر تبدیل شد.

## در آشویتس-برکناو
در ۲۷ آوریل ۱۹۴۲، درشل برای انتقال به اردوگاه کار اجباری آشوویتس دو - برکناو در لهستان اشغالی گزیده شد. درشل وظیفه خود را در برکناو در اوت ۱۹۴۲ به محض ایجاد اردوگاه زنان در آنجا آغاز کرد و زنان در جریان گسترش اردوگاه از آشویتس به برکناو منتقل شدند. او زیر نظر ماریا مندل و به عنوان همکار دکتر منگله کار می‌کرد.
درشل رئیس تمام دفترهای واقع در اردوگاه آشویتس بود. زندانیان او را فردی بددهان، لاغر و زشت توصیف کرده‌اند. پس از جنگ، بسیاری از بازماندگان دربارهٔ ضرب و شتم وحشیانه توسط وی شهادت دادند. او با پوشیدن یک کت سفید و دستکش‌های سفید، در لباس و نقش یک پزشک، اقدام به اجرای «گزینش» در مکان‌های سربسته درون اردوگاه می‌کرد.
یک بار خانم درشلِر [درشل] به همراه سنت اوبر بزرگش آمد، همه افراد را برهنه کرد، حتی کفش‌هایمان را برد، و ما می‌بایست برای ساعت‌ها برهنه می‌ایستادیم. هیچ‌یک از ما دیگر به زنده ماندن نمی‌اندیشیدیم، اتاق گاز اجتناب ناپذیر به نظر می‌رسید.— دادگاه جنایات جنگی، پروتوکول ۳۳۰۹
او مرتب میان اردوگاه آشویتس یک و برکناو حرکت می‌کرد و خود را در گزینش زنان و کودکان برای فرستادن به اتاق گاز درگیر می‌کرد. در ۱ نوامبر ۱۹۴۴، او به عنوان نگهبان ارشد و مربی نگهبانان تازه‌عضو به اردوگاه کار اجباری فلوسنبورگ رفت. در ژانویه ۱۹۴۵، او به یکی از اردوگاه‌های زیرمجموعه فلوسنبورگ در نوی‌اشتات-گلوه منتقل شد و در آوریل ۱۹۴۵ با تسلیم شدن آلمان نازی از آنجا فرار کرد.
در مه ۱۹۴۵، چند زندانی پیشین آشویتس او را در جاده‌ای از پیرنا به باوتسن در منطقه تحت نظر شوروی شناختند، و او را به پلیس نظامی شوروی بردند. اتحاد جماهیر شوروی او را به اعدام محکوم کرد و در ماه مه یا ژوئن ۱۹۴۵ وی در باوتسن به دار آویخته شد.